# ایلیا یاشین
ایلیا یاشین (به روسی: Илья Валерьевич Яшин) (زاده ۲۹ ژوئن ۱۹۸۳ در مسکو) یک فعال و سیاستمدار لیبرال روسی، یکی از رهبران کلیدی حزب سیاسی RPR-PARNAS(۲۰۱۲–۲۰۱۶)، از بنیانگذاران و یکی از رهبران جنبش سیاسی Solidarnost می‌باشد. در سال ۲۰۰۵ او یکی از بنیانگذاران جنبش جوانان Oborona بود.
او یک شرکت کننده فعال در مراسم مخالفان و تظاهرات «برای انتخابات عادلانه» بود. در سال ۲۰۱۲ او به شورای هماهنگی اپوزیسیون روسیه انتخاب شد.